# Manuel Álvarez Prado
Manuel Álvarez Prado (Maimará, 1785 - Tilcara, 1836) fue un militar argentino que participó en la guerra de independencia de la Argentina y en las guerras civiles de ese país en la provincia de Jujuy.

## Biografía
Era un pequeño propietario rural de la Quebrada de Humahuaca, que se unió a la Guerra Gaucha en 1814.
Se unió a un regimiento jujeño que participó como apoyo a la tercera expedición auxiliadora al Alto Perú, y luchó a órdenes de Martín Miguel de Güemes en el combate de Puesto del Marqués. Enseguida siguió a Güemes hacia Salta, y fue jefe una división de gauchos en la Quebrada.
Durante la invasión realista de 1817 fue el jefe de las fuerzas gauchas del norte de Jujuy, y organizó el éxodo en masa de todos los pueblos de la Quebrada, para quitar apoyo a los invasores realistas. Producida la retirada de los realistas, los enfrentó en varios combates menores, entre ellas uno en los corrales de su propia casa, en que hizo rodar piedras por la montaña y les causó muchos muertos.
En un enfrentamiento en abril de 1819 fue tomado prisionero en Tilcara por el general Pedro Antonio Olañeta. El Director Juan Martín de Pueyrredón lo nombró unos días más tarde comandante militar de la Quebrada de Humahuaca unos días más tarde. Pasó diez meses preso en Tupiza, y fue llevado prisionero en la siguiente invasión realista, posiblemente para un canje de prisioneros, pero se escapó cerca de Jujuy.
En 1820 reemplazó a Manuel Arias – que había tenido un conflicto con Güemes - como comandante general de la Quebrada y la Puna.
Fue ascendido al grado de teniente coronel a fines de 1822. En esa época cayó prisionero en Tilcara, durante la última invasión realista, pero se escapó a los pocos días, gravemente herido. Debido a sus heridas renunció a su responsabilidad militar. Apenas repuesto, fue ascendido al grado coronel y ocupó responsabilidades secundarias en el ejército provincial de Salta.
En 1826, al producirse una rebelión federal en la zona de Valle Grande contra el gobernador Arenales, marchó hacia allí y repuso la autoridad del gobierno. Obtuvo el retiro del ejército en 1827, tras la caída de Arenales.
En enero de 1829, el gobernador José Ignacio Gorriti lo nombró comandante de la Quebrada y la Puna. No tuvo ningún papel en la guerra civil de la  época de la Liga del Interior, y pasó a retiro nuevamente hacia 1832, al ascender al poder el gobernador salteño Pablo Latorre.
A fines de 1834, la provincia de Jujuy se separó de Salta. El gobernador jujeño José María Fascio lo nombró comandante de una campaña para asegurar la lealtad de los departamentos del norte, aunque no llegó a combatir.
Falleció en Tilcara el 29 de abril de 1836. Esta enterrado en el baptisterio de la Iglesia Nuestra Señora del Rosario de dicha ciudad. En el solar de su casa existe actualmente el Museo Arqueológico de Tilcara.